# Jean Zumstein
Jean Zumstein (* 7. Oktober 1944) ist ein Schweizer evangelischer Theologe und Neutestamentler.

## Leben
Jean Zumstein begann 1963 nach dem Besuch des Gymnasiums in Biel/Bienne mit dem Studium der evangelischen Theologie an der Universität Lausanne, wo er – nach Auslandsaufenthalten an der Universität Strassburg (1965/66) und der Universität Göttingen (1967/68) – im Jahr 1968 das Lizentiat ablegte. In den beiden folgenden Jahren war er Assistent am Institut für Bibelwissenschaften in Lausanne; 1970/71 schloss sich ein Forschungsjahr in Heidelberg an. 1972 wurde Jean Zumstein zum Pfarrer ordiniert. 1974 wurde ihm in Lausanne das Doctorat d’Etat mit venia legendi verliehen.
Von 1975 bis 1990 war Zumstein Ordinarius für neutestamentliche Wissenschaft an der Universität Neuenburg; seit 1990 bis zu seiner Emeritierung 2010 hatte er den Lehrstuhl für Neues Testament an der Universität Zürich inne. 2018 war Zumstein Präsident der Studiorum Novi Testamenti Societas.
Jean Zumstein ist verheiratet und hat zwei Kinder.

## Veröffentlichungen (in Auswahl)
- L’evangile selon saint Jean, Commentaire du Nouveau Testament IV, Genève 2007 (Band 1), 2014 (Band 2)
- Das Johannesevangelium (= Meyers Kritisch-exegetischer Kommentar über das Neue Testament. Neuauslegungen), Göttingen 2016.
- Kreative Erinnerung. Relecture und Auslegung im Johannesevangelium (= AThANT. Band 84), zweite überarbeitete und erweiterte Auflage, Zürich 2004.